# Europe-Promotion
Europe-Promotion est une association française fondée[Où ?] en 1998 et qui défend "avec conviction" l'idéal européen. Elle est présidée par Paul Legoll.

## Prix Europe-Promotion

### Membres du jury (en 2012)
Le prix est attribué tous les 9 mai, date anniversaire de la Déclaration Schuman (le 9 mai 1950) et vise à récompenser chaque année le meilleur livre européen publié en France. Les membres du jury sont :
- Elisabeth Fèvre
- Nadine Prut
- Véronique Lacour
- Albert Danilo
- Jorge D'Hulst
- Jean-François Laville
- Jean-François Lorey
- Paul Legoll

### Récipients du prix
- 2012 : Guillaume Klossa, président d'EuropaNova, et Jean-François Jamet pour "Europe, la dernière chance ?" (Armand Colin)[3] et prix spécial du jury à Jean-Paul Betbèze et Jean-Dominique Giuliani pour "Les cents mots de l'Europe" (Que sais-je ? Puf)
- 2011 : Philippe Herzog pour "Une tâche infinie"[4], prix spécial du jury à Jean-Paul Betbèze et Jean-Dominique Giuliani pour "Les cent mots de l'Europe" (Que sais-je ? Puf)
- 2010 : Olivier Ferrand pour "L'Europe contre l'Europe"  (Hachette) et prix spécial du jury à Jean-Benoît Durant et Thérèse Bonté pour "L'Europe à petits pas" (Actes Sud)
- 2009 : Élie Barnavi pour "L'Europe frigide" (André Versaille) et prix spécial du jury à Yves Bertoncini (e.a.) pour "Dictionnaire critique de l'Union européenne" (Armand Colin)
- 2008 : Geert Mak pour "Voyage d'un Européen à travers le XXe siècle" (Gallimard)
- 2007 : Sylvie Goulard pour "Le coq et la parle Cinquante ans d'Europe" (Seuil)
- 2006 : Jeremy Rifkin pour "Le rêve européen" (Fayard)
- 2005 : Jean-Michel Gaillard pour "Les grands jours de l'Europe 1950-2004" (Perrin)
- 2004 : Jacques Delors pour "Mémoire" (Plon)
- 2003 : Nicole Fontaine pour "Mes combats à la présidence du Parlement européen" (Plon)
- 2002 : Pierre Moscovici pour "L'Europe, une puissance dans la mondialisation" (Seuil)
- 2001 : Henri Rieben (e.a.) pour "Un changement d'espérance La déclaration du 9 mai 1950. Jean Monnet et Robert Schuman" (Fondation J. Monnet pour l'Europe, Lausanne)
- 2000 : Jean-Pierre Allix pour "Europe cette belle inconnue" (Michalon)
- 1999 : Joseph Rovan pour "Bismarck et l'Europe unie 1898-1998-2098" (Odile Jacob)
- 1998 : Philippe de Schoutheete pour "Une Europe pour tous" (Odile Jacon)